# NXT UKに所属する人物一覧
NXT UKに所属する人物一覧（NXT UKWにしょぞくするじんぶついちらん）は、NXT UKに所属している人物の一覧である。本項では所属している人物及びかつて所属していた人物について扱う。

## スーパースター（THE WWE SUPERSTARS）
- WWEに所属する人物の一覧については「WWEに所属する人物一覧」を参照。
- NXTに所属する人物の一覧については「NXTに所属する人物一覧」を参照。

### 男子選手（Male wrestlers）
- Aキッド（A Kid）
- Tボーン（T Bone）

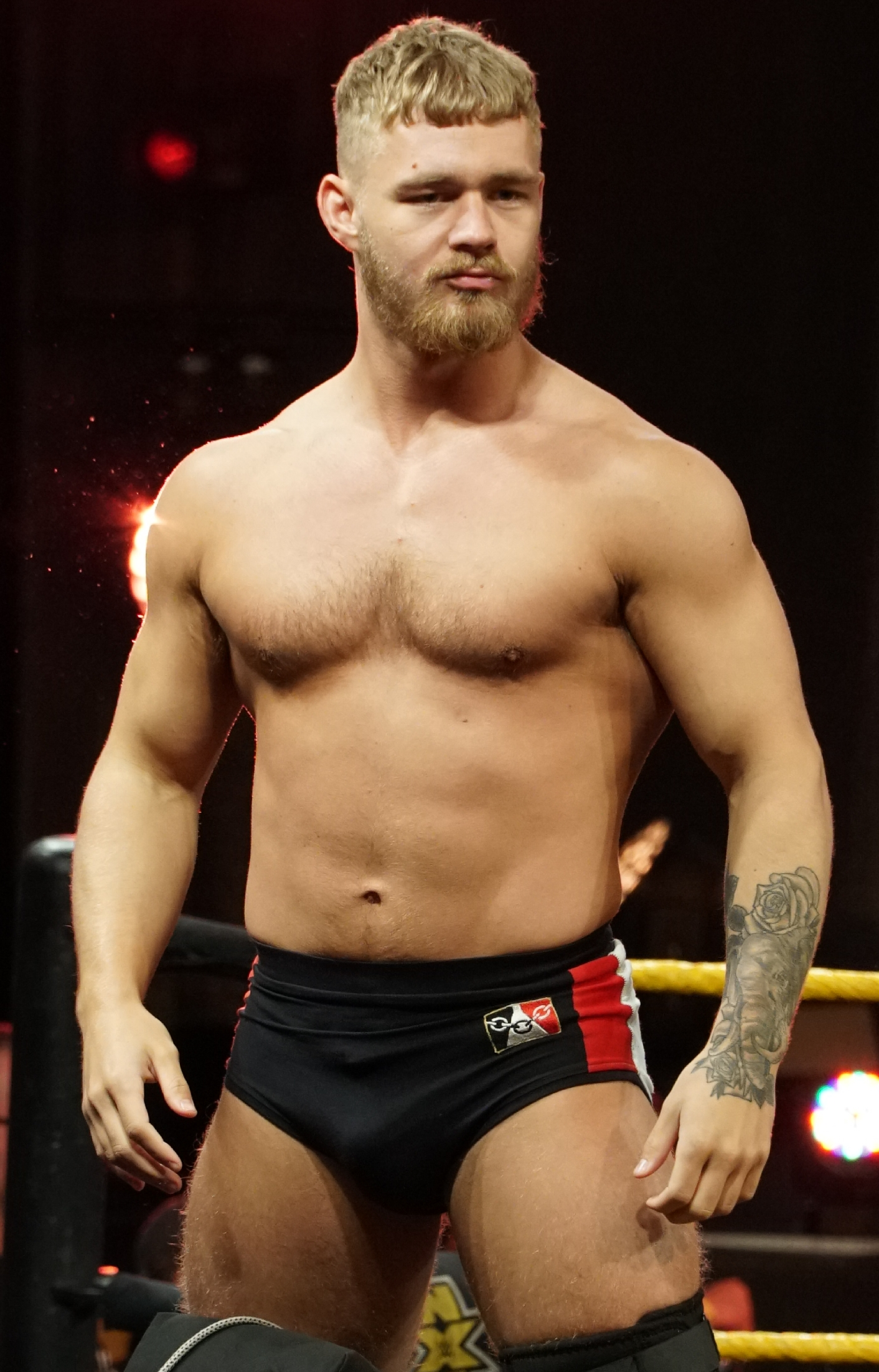
NXT UK王者のタイラー・ベイト

- アシュトン・スミス（Ashton Smith）
- アミール・ジョーダン（Amir Jordan）
- イリヤ・ドラグノフ（Ilja Dragunov）
- ウルフギャング（Wolfgang）
- エディ・デニス（Eddie Dennis）
- エル・リゲロ
- オリバー・カーター（Oliver Carter）
- ケニー・ウィリアムズ（Kenny Williams）
- サクソン・ハクスリー（Saxon Huxley）
- ザック・ギブソン（Zack Gibson）
- サム・グラッドウェル（Sam Gradwell）
- サム・ストーカー（Sam Stoker）
- ジェームス・ドレイク（James Drake）
- シッド・スカラ（Sid Scala）
- シャー・サミュエルス（Sha Samuels）
- ジャック・スターズ（Jack Starz）
- ジョー・コフィー（Joe Coffey）
- ジョーダン・デブリン（Jordan Devlin）
- ジョシュ・ブリッグス（Josh Briggs）
- ジョシュ・モレル
- タイガー・トゥラン（Tiger Turan）
- タイラー・ベイト（Tyler Bate）
- チャーリー・デンプシー（Charlie Dempsey）
- ティーボーン（T-Bone）
- ティオマン（Teoman）
- テイト・メイフェアズ（Tate Mayfairs）
- デイブ・マスティフ（Dave Mastiff）
- トレント・セブン（Trent Seven）
- ネイサン・フレイザー（Nathan Frazer）
- ノーム・ダー（Noam Dar）
- プライメイト（Primate）
- フラッシュ・モーガン・ウェブスター（Flash Morgan Webster）
- ブルックス・ジェンセン（Brooks Jensen）
- マーク・アンドリュース（Mark Andrews）
- マーク・コフィー（Mark Coffey）
- ランペイジ・ブラウン（Rampage Brown）
- ルイス・ハウリー（Lewis Howely）
- ロハン・ラジャ（Rohan Raja）
- ワイルド・ボア（Wild Boar）

### 女子選手（Female wrestlers）
- アイラ・ドーン（Isla Dawn）
- アマーレ（Amale）
- アレア・ジェームス（Aleah James）
- イーファ・ヴァルキリー（Aoife Valkyrie）
- ケイ・リー・レイ（Kay Lee Ray）
- ザイヤ・ブルックサイド（Xia Brookside）
- ジニー（Jinny）
- 里村明衣子（Meiko Satomura）
- サライ（Sarray）
- スティービー・ターナー（Stevie Turner）
- ダニ・ルナ（Dani Luna）
- ニナ・サミュエルズ（Nina Samuels）
- ブレア・ダベンポート（Blair Davenport）
- ミリー・マッケンジー（Millie McKanzie）

### タッグチーム & ユニット
- アシュトン・スミス & オリバー・カーター

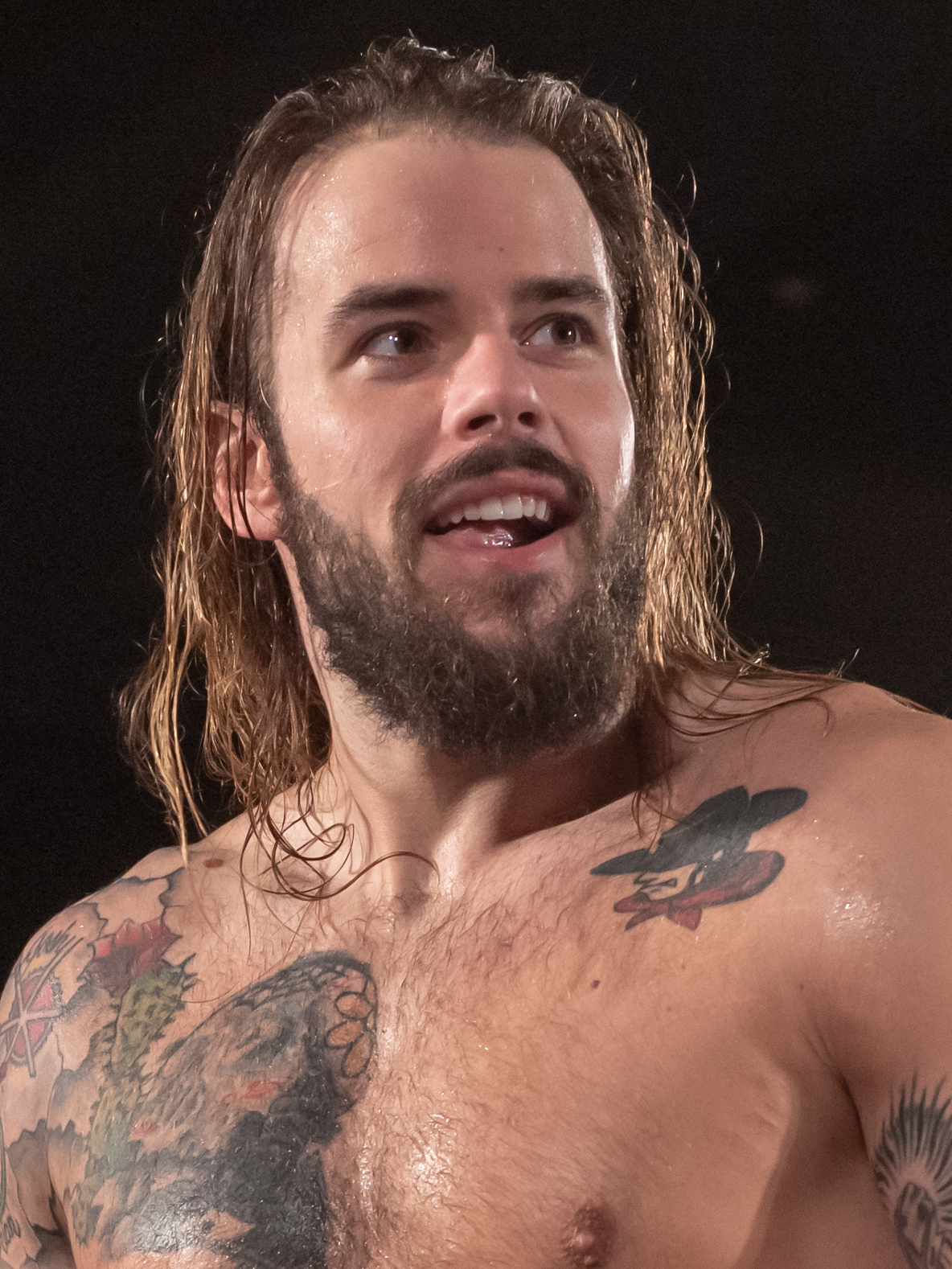
NXT UKタッグ王者のジョシュ・ブリッグス

- ガラス（Gallus）（ウルフギャング & ジョー・コフィー & マーク・コフィー）
- グリッズルド・ヤング・ベテランズ（Grizzled Young Veterans）（ジェームス・ドレイク & ザック・ギブソン）
- サブカルチャー（Subculture）（マーク・アンドリュース & フラッシュ・モーガン・ウェブスター & ダニ・ルナ）
- シンバイオシス（Symbiosis）（エディ・デニス & プライメイト & ティーボーン)
- ディ・ファミリア（Die Familie）（ティオマン & ロハン・ラジャ & チャーリー・デンプシー）

## スタッフ

### ゼネラルマネージャー
- ジョニー・セイント（Johnny Saint）

### リングアナウンサー
- アンディ・シェパード

### アナウンサー
- ヴィック・ジョセフ & ナイジェル・マッギネス
- ヴィック・ジョセフ & エイデン・イングリッシュ
- トム・フィリップス & ナイジェル・マッギネス